# ملکوس (شرکت خودرو سازی)
Melkus (که قبلاً Heinz Melkus KG و Melkus Sportwagen GmbH نامیده می‌شد) یک مارک در آلمان شرقی متشکل از اتومبیل‌های مسابقه تک صندلی و خودروهای اسپرت بود که توسط راننده مسابقه Heinz Melkus در درسدن در آلمان شرقی تأسیس شد.

## تاریخچه
این شرکت از سال 1959 تا 1986 و سپس از سال 2009 تا 2012 وجود داشت. این خودروها در اصل از موتورهای Wartburgs استفاده می‌کردند و بسیاری از قطعات دیگر از Wartburgs و Trabants بودند.  خودروهای مسابقه‌ای در فرمول 3، فرمول جونیور و فرمول فورد با هم رقابت کردند.  مدل‌های 2009 تا 2012 از موتورهای تویوتا و فولکس واگن استفاده می‌کردند.
تنها خودروی جاده‌ای که این شرکت بین سال‌های 1959 تا 1986 تولید کرد، Melkus RS 1000 بود. این خودروی اسپورت شیک بود که از یک موتور 3 سیلندر 2 زمانه Wartburg در وسط تنظیم شده بود.  بیشتر خودروها از نسخه 992 سی سی استفاده می کردند، اما برخی از خودروهای بعدی نسخه 1200 سی سی داشتند.  درهای آب گیر داشت.  101 خودرو ساخته شد.

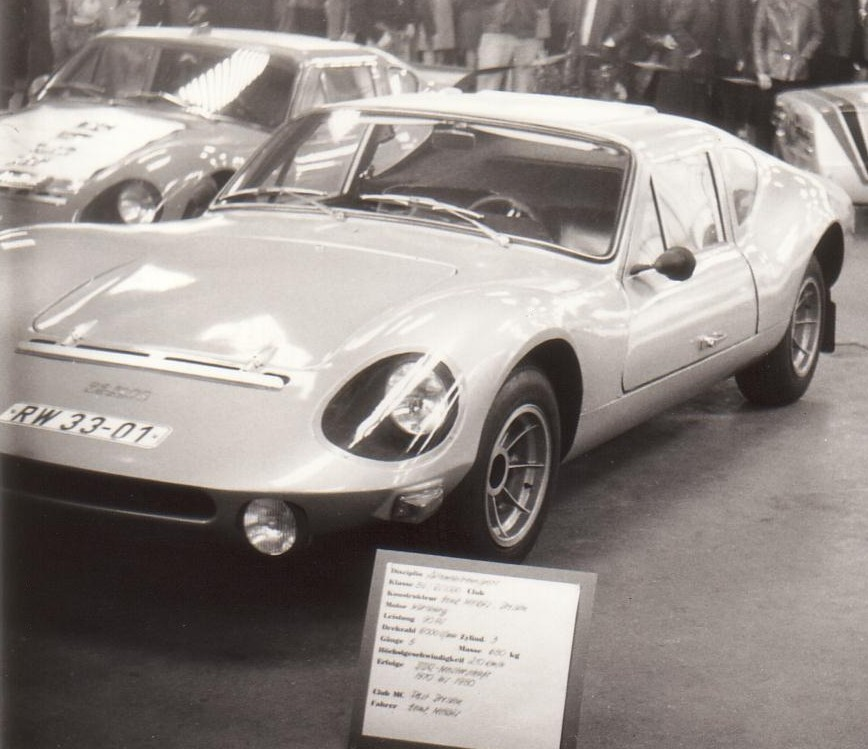
آر اس ۱۰۰۰ ، ۱۹۸۱

این شرکت در سال 1986 تولید خودرو را متوقف کرد. در اوایل دهه 1990، هاینز ملکوس و خانواده‌اش یک نمایندگی BMW را در درسدن شروع کردند.

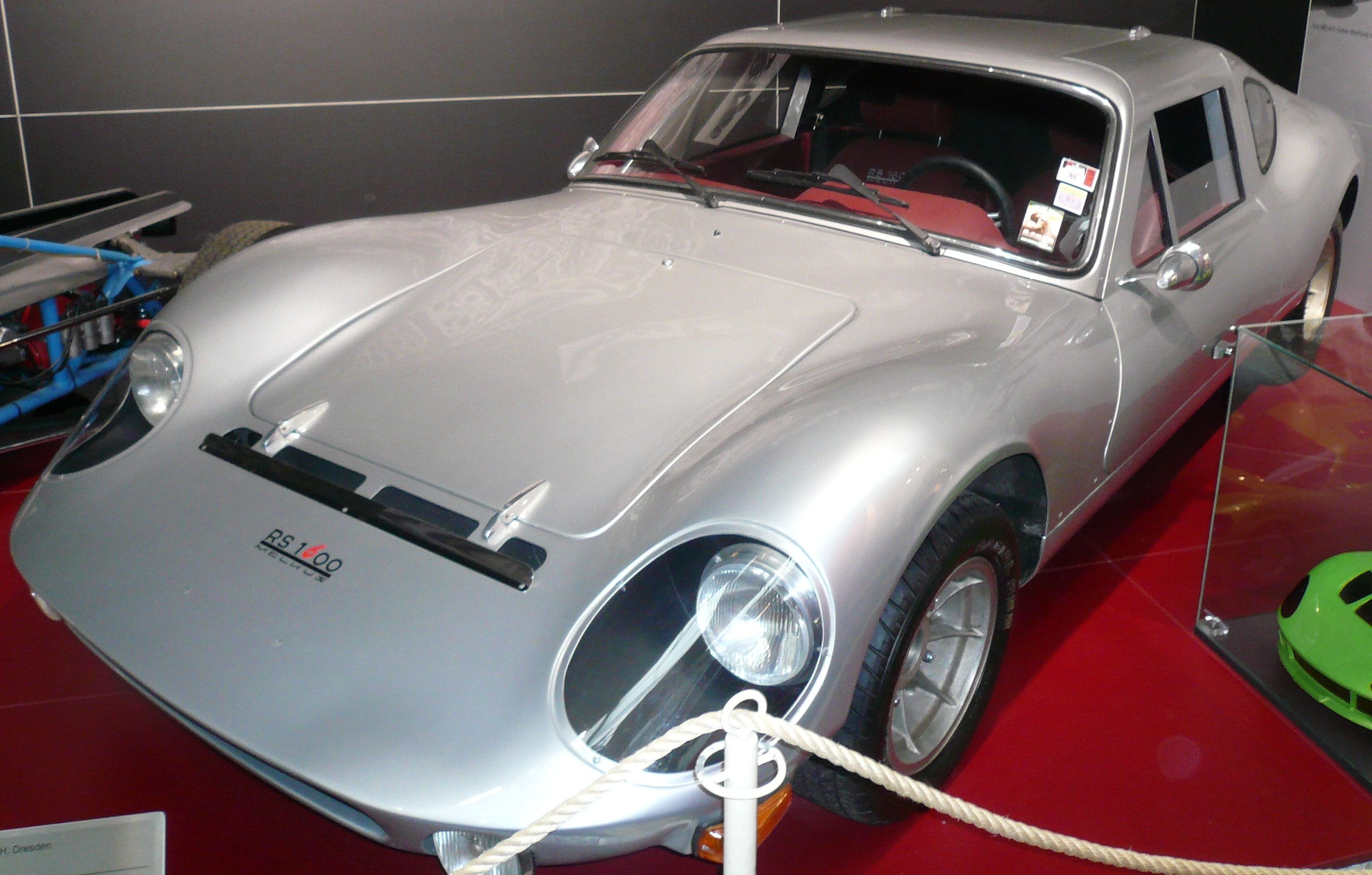
آر اس ۱۶۰۰

در دسامبر 2006، Melkus Engineering - یک شرکت آلمانی متعلق به پیتر ملکوس، پسر هاینز ملکوس - اعلام کرد که خودروی اسپرت RS 1000 را مجدداً عرضه خواهد کرد.  یک مدل جدید، Melkus RS 2000 از سال 2009 تا 2012 تولید شد. در ابتدا قرار بود موتور فولکس واگن با موتور اوپل یا توربوشارژ 150 تا 200 اسب بخار (110 تا 150 کیلووات؛ 150 تا 200 اسب بخار) باشد.  همچنین درباره مدل GT با قدرت 300 اسب بخار (220 کیلووات؛ 300 اسب بخار) صحبت شد.

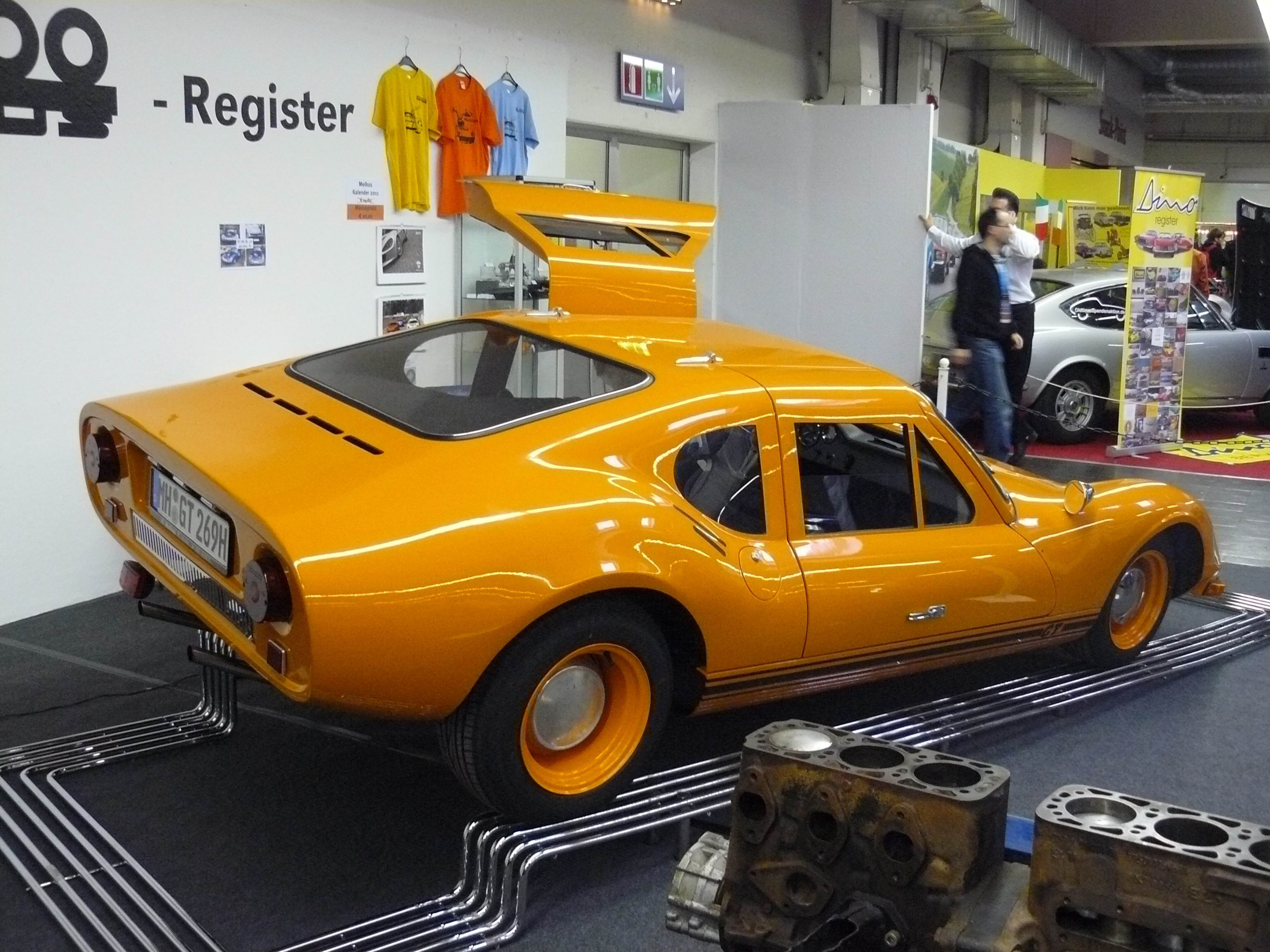
آر اس ۱۰۰۰ ، ۱۹۶۹

RS 2000 جدید در نمایشگاه بین المللی خودرو فرانکفورت در سال 2009 به نمایش درآمد.
بازوی خودروسازی ملکوس در آگوست 2012 اعلام ورشکستگی کرد.

## منبع
ویکی پدیا انگلیسی